# Le Fenouiller
Le Fenouiller är en kommun i departementet Vendée i regionen Pays de la Loire i västra Frankrike. Kommunen ligger i kantonen Saint-Gilles-Croix-de-Vie som tillhör arrondissementet Les Sables-d'Olonne. År 2022 hade Le Fenouiller 4 978 invånare.

## Befolkningsutveckling
Antalet invånare i kommunen Le Fenouiller
| Referens: INSEE |